# سپنگل (واشینگتن)
سپنگل، واشینگتن (به انگلیسی: Spangle, Washington) یک شهر در ایالات متحده آمریکا است که در شهرستان اسپوکن، واشینگتن واقع شده‌است.

## خصوصیات
سپنگل ۰٫۹۳ کیلومترمربع مساحت و ۲۷۸ نفر جمعیت دارد و ۷۴۵ متر بالاتر از سطح دریا واقع شده‌است.